# Unione Sportiva "Sempre Avanti" Piombino 1934-1935
Questa voce raccoglie le informazioni riguardanti l'Unione Sportiva "Sempre Avanti" Piombino nelle competizioni ufficiali della stagione 1934-1935.

## Divise
| Casa |

## Rosa
| N. |                   | Ruolo | Calciatore            |
| -- | ----------------- | ----- | --------------------- |
|    | Italia (bandiera) | A     | Renato Badiani        |
|    | Italia (bandiera) |       | Mameli Canova         |
|    | Italia (bandiera) |       | Valentino Chellini    |
|    | Italia (bandiera) | C     | Alberto Chiavacci (I) |
|    | Italia (bandiera) | A     | Bruno Chiavacci (II)  |
|    | Italia (bandiera) | D     | Angiolino Esposito    |
|    | Italia (bandiera) |       | Italiano Faraoni      |

| N. |                   | Ruolo | Calciatore            |
| -- | ----------------- | ----- | --------------------- |
|    | Italia (bandiera) | C     | Rolando Marianelli    |
|    | Italia (bandiera) | C     | Ettore Maselli        |
|    | Italia (bandiera) | C     | Francesco Masini      |
|    | Italia (bandiera) | P     | Aldo Pasquinelli      |
|    | Italia (bandiera) | C     | Dante Pepi (capitano) |
|    | Italia (bandiera) | D     | Sergio Pitti          |
|    | Italia (bandiera) | C     | Sparapani             |

## Risultati

### Prima Divisione

#### Girone di andata
| Arbitro: | Martelli |

|                     |           |                                |
| Bianchi 53’ Ricci I | Marcatori | 19’ (aut.) Gambarelli Chellini |

| Piombino 11 novembre 1934, ore 14:30 UTC+1 2ª giornata | Sempre Avanti | 2 – 0 | Prato | Campo Giuseppe Salvestrini |

| Piombino 21 ottobre 1934, ore 15:00 UTC+1 3ª giornata | Sempre Avanti | 5 – 1 | Civitavecchiese | Campo Giuseppe Salvestrini |

| Sassari 4 novembre 1934, ore 14:30 UTC+1 4ª giornata | Torres | 0 – 0 (0 – 0) | Sempre Avanti | Stadio Torres |

| Arbitro: | Cavenago (Genova) |

|                                   |           |                         |
| Chellini 19’ Chiavacci I 42’, 72’ | Marcatori | 60’ Tuccini 81’ Moriani |

| Pontedera 25 novembre 1934, ore 14:30 UTC+1 6ª giornata | Pontedera | 2 – 0 | Sempre Avanti | Campo Polisportivo Bixio e Alvarado Marconcini |

| 2 dicembre 1934 7ª giornata Turno di riposo |  | – |  |  |

| Piombino 16 dicembre 1934, ore 14:30 UTC+1 8ª giornata | Sempre Avanti | 5 – 1 | Angelo Belloni | Campo Giuseppe Salvestrini |

| Montecatini Terme 23 dicembre 1934, ore 14:30 UTC+1 9ª giornata | Montecatini | 4 – 3 | Sempre Avanti | Stadio Comunale |

| Arbitro: | Mariotti (Roma) |

|         |           |                           |
| Badiani | Marcatori | Tedeschi .’ (rig.) Fenini |

| Piombino 13 gennaio 1935, ore 14:30 UTC+1 11ª giornata | Sempre Avanti | 2 – 0 | Le Signe | Campo Giuseppe Salvestrini |

| Grosseto 20 gennaio 1935, ore 14:30 UTC+1 12ª giornata | Grosseto | 1 – 0 | Sempre Avanti | Campo del Littorio |

| Carrara 27 gennaio 1935, ore 14:30 UTC+1 13ª giornata | Carrarese P. Binelli | 2 – 1 | Sempre Avanti | Campo di Viale XX Settembre |

#### Girone di ritorno
| Piombino 24 febbraio 1935, ore 15:00 UTC+1 14ª giornata | Sempre Avanti | 1 – 0 | Aquila Montevarchi | Campo Giuseppe Salvestrini |

| Livorno 2 giugno 1935, ore 16:00 UTC+1 15ª giornata | Prato | 1 – 1 | Sempre Avanti | Stadio Edda Ciano Mussolini |

| Civitavecchia 10 marzo 1935, ore 15:00 UTC+1 16ª giornata | Civitavecchiese | 2 – 0 | Sempre Avanti | Campo Gargana |

| Piombino 17 marzo 1935 17ª giornata | Sempre Avanti | – (n.d.) | Torres | Campo Giuseppe Salvestrini |

| Arbitro: | Papa (Genova) |

|                                       |           |  |
| Castellani 11’ Giannoni 30’ Giani 48’ | Marcatori |  |

| Piombino 7 aprile 1935, ore 15:00 UTC+1 19ª giornata | Sempre Avanti | 4 – 1 | Pontedera | Campo Giuseppe Salvestrini |

| 14 aprile 1935 20ª giornata Turno di riposo |  | – |  |  |

| Massa 21 aprile 1935, ore 15:00 UTC+1 21ª giornata | Angelo Belloni | 0 – 2 (a tav.) | Sempre Avanti |  |

| 28 aprile 1935 22ª giornata | Sempre Avanti | – (n.d.) | Montecatini |  |

| Arbitro: | Giovannoni (Bologna) |

|                                   |           |             |
| Fenini 7’, 80’ Finelli 66’ (rig.) | Marcatori | 78’ Badiani |

| Signa 28 aprile 1935, ore 15:00 UTC+1 24ª giornata | Le Signe | 1 – 1 | Sempre Avanti | Stadio del Littorio |

| Piombino 19 maggio 1935, ore 15:00 UTC+1 25ª giornata | Sempre Avanti | 1 – 1 | Grosseto | Campo Giuseppe Salvestrini |

| Piombino 12 maggio 1935, ore 15:00 UTC+1 26ª giornata | Sempre Avanti | 5 – 1 | Carrarese P. Binelli | Campo Giuseppe Salvestrini |

#### Spareggi salvezza
| Livorno 9 giugno 1935, ore 16:00 UTC+1 Semifinale | Sempre Avanti | 3 – 3 (d.t.s.) | Grosseto | Stadio Edda Ciano Mussolini |

| Firenze 16 giugno 1935, ore 16:00 UTC+1 Semifinale - 1ª ripetizione | Sempre Avanti | 1 – 1 (d.t.s.) | Grosseto | Stadio Giovanni Berta |

| Lucca 23 giugno 1935, ore 16:00 UTC+1 Semifinale - 2ª ripetizione | Sempre Avanti | 2 – 0 | Grosseto | Stadio Porta Elisa |

| Pisa 30 giugno 1935, ore 16:00 UTC+1 Finale | Sempre Avanti | 2 – 2 (d.t.s.) | Le Signe | Campo del Littorio |

| Livorno 7 luglio 1935, ore 16:00 UTC+1 Finale - Ripetizione             | Sempre Avanti | 2 – 1 (0 – 1) referto | Le Signe | Stadio Edda Ciano Mussolini |
| \| \| \| \| \| Badiani 54’ Chiavacci 61’ \| Marcatori \| 19’ Ferrara \| |               |                       |          |                             |
|                                                                         |               |                       |          |                             |
| Badiani 54’ Chiavacci 61’                                               | Marcatori     | 19’ Ferrara           |          |                             |